# Nationalpark Mae Ping
Der Nationalpark Mae Ping (Thai: อุทยานแห่งชาติแม่ปิง) ist ein Nationalpark in Thailand. Er liegt in der Nordwestregion des Landes.

## Geschichte
Der  Nationalpark Mae Ping wurde im Juli 1981 zum 32. Nationalpark Thailands erklärt.

## Geographie
Der Nationalpark umfasst ein Gebiet von 627.346 Rai (1003,75 km²), er erstreckt sich über die Landkreise (Amphoe) Li (Provinz Lamphun), Sam Ngao (Provinz Tak) sowie Doi Tao (Provinz Chiang Mai).
Im Gebiet des Parks befinden sich verschiedene Gebirgsketten, mit einer durchschnittlichen Höhenlage von 900 Metern und mit dem Doi Huai Lao (ดอยห้วยหลาว, 1334 Meter), als höchste Erhebung. Ein weiterer Berg ist der Doi Pha Ri. Ein Teil der westlichen Grenze des Parks entspricht dem Flusslauf des Mae Nam Ping.

## Klima
Wie in fast allen anderen Landesteilen gibt es auch hier drei Jahreszeiten, die Regen-, Winter- und Sommersaison. Je nach geografischer Lage und Höhenlage können sich hier ganz unterschiedliche Temperaturen einpendeln, von heißen Sommernächten bis hin einstelligen Temperaturen in den größeren Höhenlagen. Der April mit 38 °C der heißeste Monat, während die tiefste Temperatur mit etwa 14 °C im Januar ermittelt wurde.
Die Jahresniederschlagsmenge beträgt 700 mm, wobei im Mai die meisten Niederschläge fallen. Der Dezember und der Januar sind die trockensten Monate.

## Flora und Fauna
Der Mae Ping Nationalpark besteht zu 80 % aus Gebirgen mit sandigem Grund; dieser ist mit Laubwäldern bedeckt, die Laubwälder erstrecken sich bis zu einer Höhe von knapp 1000 Metern. Die anderen 20 % des Parks bestehen aus Tälern, Bächen und Buchten, die ebenfalls mit Laubwäldern bedeckt sind. Der Park ist Lebensraum vieler verschiedener Pflanzenarten und beheimatet eine reiche Artenvielfalt an Tieren.

### Pflanzenarten
- Teakbaum
- Dipterocarpus obtusifolius
- Afzelia xylocarpa (Thai: มะค่าโมง, [ma.kha:.mo:ng])
- Hopea odorata
- Hopea ferrea
- Pterocarpus macrocarpus
- Amlabaum (Phyllanthus emblica)
- Terminalia bellirica
- Terminalia chebula
- Silberhaargras (Imperata cylindrica)

### Tierarten
Der Nationalpark beherbergt eine Vielzahl großer und kleiner Wildtiere:
- der gefährdete Kragenbär, auch asiatische Schwarzbären genannt (Ursus thibetanus)[2][3]
- der gefährdete Malaienbär (Helarctos malayanus)[4][5]
- der gefährdete Chinesische Serau (Capricornis milneedwardsii)[6]
- Doppelhornvogel
- Braunwürger (Lanius cristatus)[7], นกอีเสือสีน้ำตาล
- Bacchusreiher (Ardeola bacchus)
- Mangrovereiher (Butorides striata)
- Kleiner Mungo (Herpestes javanicus)

## Sehenswürdigkeiten
Der Mae-Ping-Nationalpark bietet eine Fülle von Sehenswürdigkeiten. Zum einen besteht die Möglichkeit, auf dem Weideland Thung Kik eine Reihe von Tieren zu beobachten, zum anderen gibt es verschiedene Wasserfälle und Höhlen. Nicht zu vergessen ist die Bhumibol-Talsperre und das Kaeng-Ko-Reservoir:
- der Wasserfall Ko Luang; er fällt über sieben Stufen Kalkstein hinab.
- der Um-Pat-Wasserfall
- der Um-Pae-Wasserfall
- die Yang-Wi-Höhle, eine Sandsteinhöhle
- die Mor-Höhle im Norden des Parks